# 大堰垱镇
大堰垱镇，是中华人民共和国湖南省常德市澧县下辖的一个乡镇级行政单位。

## 行政区划
大堰垱镇下辖以下地区：
东街社区、白云寺社区、文昌阁社区、西街社区、涔南村、澧临村、永孙村、两湖村、联富村、水泗村、星星村、熊家湾村、青云村、戴家河村、唐桥村、干河村、安合村、沈家坝村、马树村、竹金村、宋家台村、花圃村和汉东村。